# Jean-Eudes Demaret
Jean-Eudes Demaret (* 25. Juli 1984 in Crépy-en-Valois) ist ein ehemaliger französischer Radrennfahrer, der heute als Duathlet und Triathlet aktiv ist.

## Werdegang

### Radsport bis 2012
2000 wurde Jean-Eudes Demaret französischer Vize-Meister der Jugend im Querfeldeinrennen. 2002 errang er bei den Mountainbike-Weltmeisterschaften die Silbermedaille im Team Relay.
2006 entschied er den Prolog und eine Etappe der Tour de la Guadeloupe für sich.
2007 erhielt Demaret einen Stagiaire-Vertrag bei dem UCI ProTeam Française des Jeux und bestritt anschließend vorrangig Straßenrennen. In seinem ersten Jahr gewann er bei der Tour du Poitou-Charentes die letzte Etappe. Weitere Etappenerfolge hatte er 2008 bei der Tour de Picardie, 2009 beim Étoile de Bessèges sowie beim Circuit Cycliste Sarthe. 2009 startete er zudem bei der Vuelta a España und belegte Platz 127 in der Gesamtwertung. 2011 gewann er den SEB Tartu Grand Prix.
Ende der Saison 2012 beendete er seine Karriere als Berufsradfahrer.

#### Erfolge
2006
- zwei Etappen Tour de la Guadeloupe

2007
- eine Etappe Tour du Poitou-Charentes

2008
- eine Etappe Tour de Picardie

2009
- eine Etappe Étoile de Bessèges
- eine Etappe Circuit Cycliste Sarthe

2011
- SEB Tartu Grand Prix

#### Teams
- 2007 Française des Jeux (Stagiaire)
- 2008 Cofidis-Le Crédit par Téléphone
- 2009 Cofidis, le Crédit en Ligne
- 2010 Cofidis, le Crédit en Ligne
- 2011 Cofidis, le Crédit en Ligne
- 2012 Cofidis, le Crédit en Ligne

### Triathlon seit 2014
2016 wurde er in Baudreix französischer Meister auf der Triathlon-Mitteldistanz (3 km Schwimmen, 90 km Radfahren und 20 km Laufen). Im selben Jahr konnte er sich auch für einen Startplatz beim Ironman Hawaii qualifizieren und startete im Oktober in Kona bei den Ironman World Championships.
Jean-Eudes Demaret lebt in Annecy.

## Sportliche Erfolge
| Datum/Jahr    | Rang | Wettbewerb                                         | Austragungsort | Zeit     | Bemerkung                                           |
| ------------- | ---- | -------------------------------------------------- | -------------- | -------- | --------------------------------------------------- |
| 15. Aug. 2017 | 16   | Embrunman                                          | Embrun         | 10:52:57 |                                                     |
| 2. Juli 2017  | 7    | FRA Long Distance Triathlon National Championships | Dijon          | 04:14:14 | Französische Meisterschaft auf der Langdistanz      |
| 8. Okt. 2016  |      | Ironman Hawaii                                     | Hawaii         | 09:48:11 | Ironman World Championships                         |
| 19. Juni 2016 | 1    | FRA Long Distance Triathlon National Championships | Baudreix       | 05:18:12 | Französischer Triathlon-Staatsmeister Mitteldistanz |
| 30. Aug. 2015 | 13   | Ironman Vichy                                      | Vichy          | 09:04:16 | bei der Erstaustragung                              |

| Datum/Jahr    | Rang | Wettbewerb                                        | Austragungsort | Zeit     | Bemerkung                       |
| ------------- | ---- | ------------------------------------------------- | -------------- | -------- | ------------------------------- |
| 29. Apr. 2018 | 4    | FRA Long Distance Duathlon National Championships | Cambrai        | 03:10:45 | Staatsmeisterschaft Langdistanz |

(DNF – Did Not Finish)